# Portanus boliviensis
Portanus boliviensis är en insektsart som beskrevs av Baker 1923. Portanus boliviensis ingår i släktet Portanus och familjen dvärgstritar. Inga underarter finns listade i Catalogue of Life.